# Wuxue
Wuxue (武穴市S, WǔxuéP) è una città-contea della Cina, situata nella provincia di Hubei e amministrata dalla prefettura di Huanggang.